# Sadki (województwo świętokrzyskie)
Sadki – wieś w Polsce, położona w województwie świętokrzyskim, w powiecie jędrzejowskim, w gminie Wodzisław.
| SIMC    | Nazwa           | Rodzaj     |
| ------- | --------------- | ---------- |
| 1016492 | Bugaj           | przysiółek |
| 0279568 | Sadki Janowskie | kolonia    |
| 0279574 | Sadki-Modrzewie | kolonia    |

W latach 1975–1998 miejscowość położona była w województwie kieleckim.